# Blepharoneura io
Blepharoneura io är en tvåvingeart som beskrevs av Giglio-tos 1893. Blepharoneura io ingår i släktet Blepharoneura och familjen borrflugor. Inga underarter finns listade.